# Hệ khứu giác
Hệ khứu giác là cơ quan của động vật có vú cảm nhận được sự hiện diện của chất bay hơi trong không khí bằng việc hình thành một cảm giác cụ thể (mùi), phân tích khứu giác và sự hình thành giác quan, trên cơ sở đó động vật phản ứng với ngoại cảnh thay đổi. Quá trình này ở loài thú do cơ quan phân tích khứu giác chịu trách nhiệm. Cơ quan phân tích khứu giác được hình thành trong giai đoạn đầu quá trình tiến hóa của động vật có dây sống.
Khứu giác tiếp nhận kích thích bao gồm việc phát hiện ra mùi bằng các thụ thể hóa học khứu giác, truyền thông tin khứu giác về hệ thần kinh trung ương để đại não xử lý. Trong đó có cả việc đáp ứng hành vi tương ứng về thức ăn, tình dục, phòng vệ và đánh giá ngoại cảnh.
Ở hầu hết các loài thú, cơ quan phân tích khứu giác được thể hiện qua hai hệ thống giác quan: hệ khứu giác chính và hệ khứu giác phụ. Mỗi hệ gồm ba phần: phần ngoại vi (các cơ quan khứu giác), phần trung gian (gồm một chuỗi các neuron liên hợp truyền xung thần kinh) và phần trung tâm (các trung tâm khứu giác trên vỏ đại não). Tương ứng với hệ này, cơ quan khứu giác chính đặc trưng là vùng khứu giác giới hạn bởi biểu mô khoang mũi, còn cơ quan khứu giác phụ là cơ quan Jacobson (cơ quan mũi lá mít), là một khoang kín thông với khoang miệng.

## Cơ quan khứu giác

Hệ khứu giác của động vật có vú, ví dụ con người:
(1) hành khứu giác,
(2) tế bào mũ ni,
(3) xương,
(4) biểu mô mũi,
(5) quản cầu khứu giác,
(6) thụ thể khứu giác

Cơ quan khứu giác của động vật có vú nằm ở phần sau phía trên khoang mũi, hình thành một hệ thống rất phức tạp (đặc biệt đối với các loài macromat) gồm xương xoắn mũi là những xương mỏng hướng vào khoang và được bao phủ trong biểu mô khứu giác. Tại xương cuống mũi không chỉ diễn ra quá trình phân tích khứu giác mà còn làm ấm không khí hít vào trước khi xuống phổi. Trong các loài động vật bốn chân hiện đại, vỏ khứu giác có ở loài thú và một số loài chim. Biểu mô khứu giác chứa các tế bào cảm thụ khứu giác, tế bào nâng đỡ, tiết ra dịch nhầy và có đặc tính tương tự như tế bào thần kinh đệm cũng như tế bào gốc, giống với tế bào mầm, có khả năng phân chia và tạo ra các neuron chức năng mới trong suốt vòng đời động vật. Kích thước biểu mô khứu giác ở động vật có vú thay đổi từ 2–4 cm² (người) và 9,3 cm² (thỏ) đến 18 cm² (chó) và 21 cm² (mèo nhà). Tuy nhiên, những thông số này không đại diện cho độ nhạy mùi vì không tính đến số lượng thụ thể khứu giác trên một đơn vị bề mặt. Các thụ thể khứu giác có thể bắt được các phân tử mùi trong không khí hít vào. Giống như thụ thể vị giác, thụ thể khứu giác được phân loại là thụ thể hóa học. Tín hiệu ghi nhận sự hiện diện của vật chất có mùi được truyền qua dây thần kinh khứu giác đến trung tâm tương ứng của não là hành khứu giác hoặc các trung tâm khứu giác chính trên vỏ đại não. Sau đó, tín hiệu khứu giác được truyền đến vùng dưới đồi, hệ limbic (hệ viền), cấu tạo lưới và tân vỏ não.

Cơ quan Jacobson ở bò sát

Hầu hết các loài thú đều còn lại cơ quan Jacobson (vomeronasal organ, VNO), có thể xem là một phần riêng biệt của bao khứu giác. Bộ phận này cũng có ở cá phổi và hầu hết các động vật bốn chân (ngoại lệ quan trọng nhất là chim và cá sấu) tham gia chủ yếu vào việc nhận biết pheromone. Cơ quan Jacobson ở một số nhóm loài (cá voi, bò biển, đa số dơi và động vật linh trưởng mũi hẹp kể cả con người) rất đơn giản hoặc tiêu biến.
Cơ quan Jacobson nằm lót với biểu mô khứu giác tương tự phần bao xương cánh mũi. Các tế bào thụ cảm khứu giác được phục hồi trong suốt cuộc đời và được tế bào biểu mô và tế bào đáy hỗ trợ. Nhưng thay vì lông mao, các tế bào này có vi nhung mao (microvilli). GCPR cũng đại diện cho các phân tử thụ thể nhưng trình tự amino acid lại không liên quan đến thụ thể xoăn mũi. GPCR trong cơ quan Jacobson có hai họ khác nhau, mỗi họ chứa từ 100 đến 200 gen tiến hóa độc lập. Mỗi thành viên trong hai họ này đều có vùng đầu tận cùng N ngoại bào dài như thụ thể metabotropic glutamat. Chất trung gian thứ cấp ở đây không phải là AMP vòng như trong xoăn mũi mà là inositol triphosphat. Các sợi hướng tâm từ biểu mô mũi chạy vào hành khứu giác phụ thường nằm ngay sau hành khứu giác chính. Giống như biểu mô khứu giác ở mũi, biểu mô lá mía cũng được chia thành các phần: protein G phần đỉnh và phần đáy cơ quan có biểu hiện gen khác nhau. Các vùng này định hướng trong hành khứu giác phụ: vùng đỉnh biểu mô chiếu phía trước hành còn vùng đáy vào sau hành. Số lượng quản cầu hành phụ ít rõ rệt so với hành chính. Cấu trúc hành phụ cũng phức tạp hơn hành chính. Hành phụ không có chiếu tương ứng vào vỏ não mà chỉ liên kết với hệ limbic: hạch hạnh nhân và hạch vùng dưới đồi đóng vai trò quan trọng trong hành vi tình dục. Hành phụ chỉ phản ứng với chất đặc trưng trong pheromone của loài mà bỏ qua tất cả các chất khác.

Cơ quan khứu giác của động vật có vú phát triển hơn so với các động vật có xương sống trên cạn khác và đóng vai trò rất quan trọng trong đời sống của chúng. Loài thú sử dụng khả năng phân biệt mùi để định hướng di chuyển, tìm kiếm thức ăn, giao tiếp giữa các cá thể trong loài hay với loài khác. Tầm quan trọng của khứu giác đối với loài thú cũng được thực tế chứng minh rằng họ gen lớn nhất trong bộ gen được hình thành chính xác từ các gen mã hóa protein thụ thể khứu giác. Khứu giác có vai trò trong dinh dưỡng: mùi ngon kích thích tiết nước bọt và dịch dạ dày, còn mùi khó chịu cảnh báo nguy cơ tiềm ẩn (ví dụ: mùi thực phẩm ôi thiu).

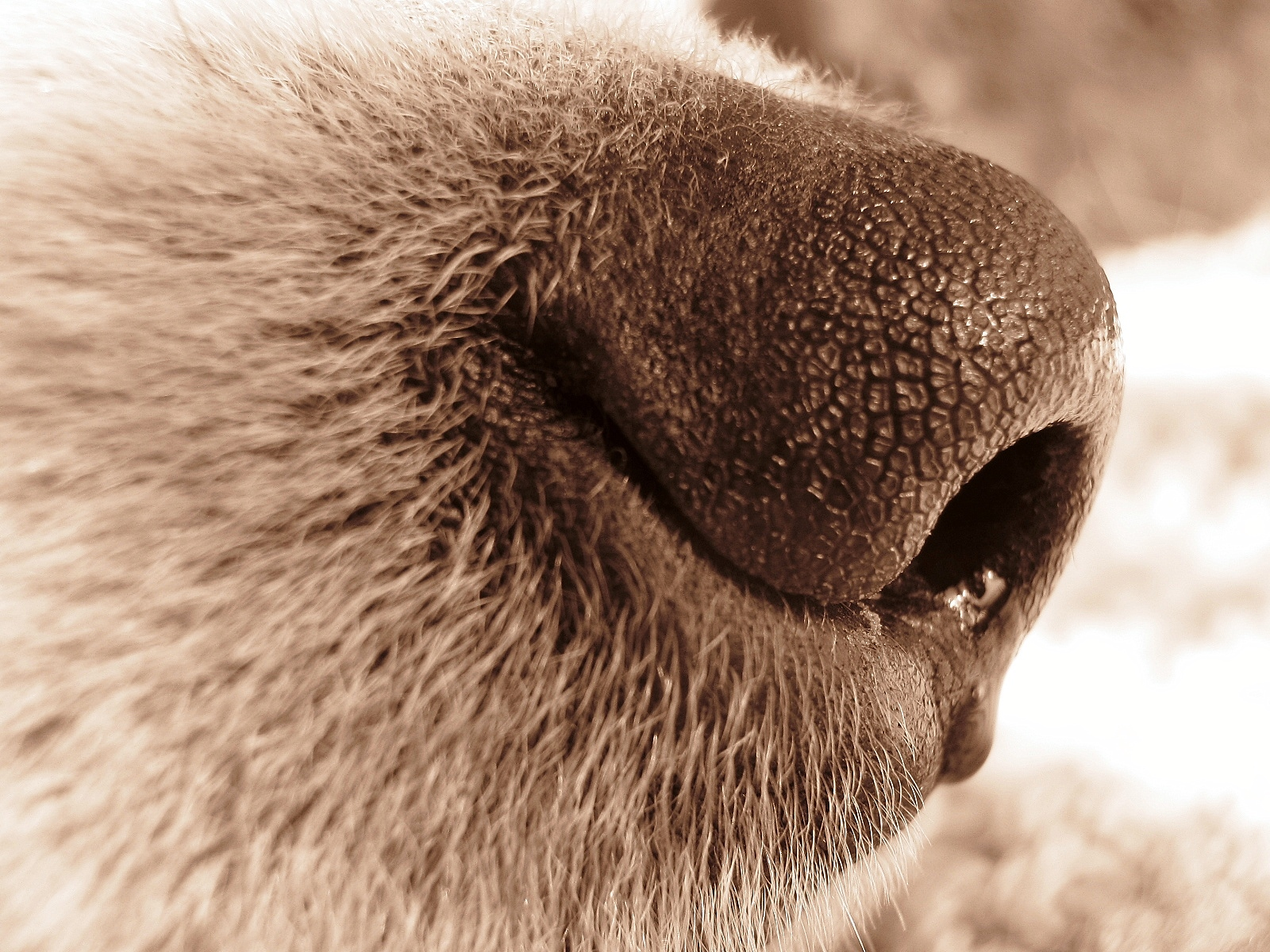
Mũi chó là cơ quan khứu giác nhạy cảm

Theo mức độ phát triển của chức năng khứu giác, loài thú được chia thành hai nhóm: nhóm macromat rất nhạy với mùi (hầu hết các loài thú) và micromat cảm giác về mùi vừa phải (linh trưởng, thú biển, chân màng).
Sự khác biệt giữa hai nhóm này có thể thấy rõ khi so sánh mức độ phát triển khứu giác giữa người và chó. Nếu mũi người có khoảng 6 triệu tế bào khứu giác thì chó có khoảng 225 triệu. Nhiều loài macromat cảm nhận mùi ở khoảng cách vài trăm mét và có khả năng tìm được thức ăn dưới lòng đất. Tận dụng khả năng này, chó và lợn được huấn luyện đặc biệt để săn nấm cục dưới thềm rừng. Chúng có thể ngửi thấy nấm cục dưới lòng đất sâu tới 20 m.
Mức độ phát triển khứu giác thường tỷ lệ thuận với số lượng gen mã hóa protein chức năng khác nhau ở các thụ thể khứu giác. Các loài macromat thường có hơn 1000 gen, loài linh trưởng có khoảng 500 gen, người chỉ có 387 gen (chiếm khoảng 1-2 % bộ gen), thú mỏ vịt có 262 gen. Khứu giác các loài giáp xác có vẻ kém phát triển nhất, đồng thời tỷ lệ gen giả thụ thể khứu giác là cao nhất.

## Cảm thụ thông tin khứu giác

### Tế bào khứu giác

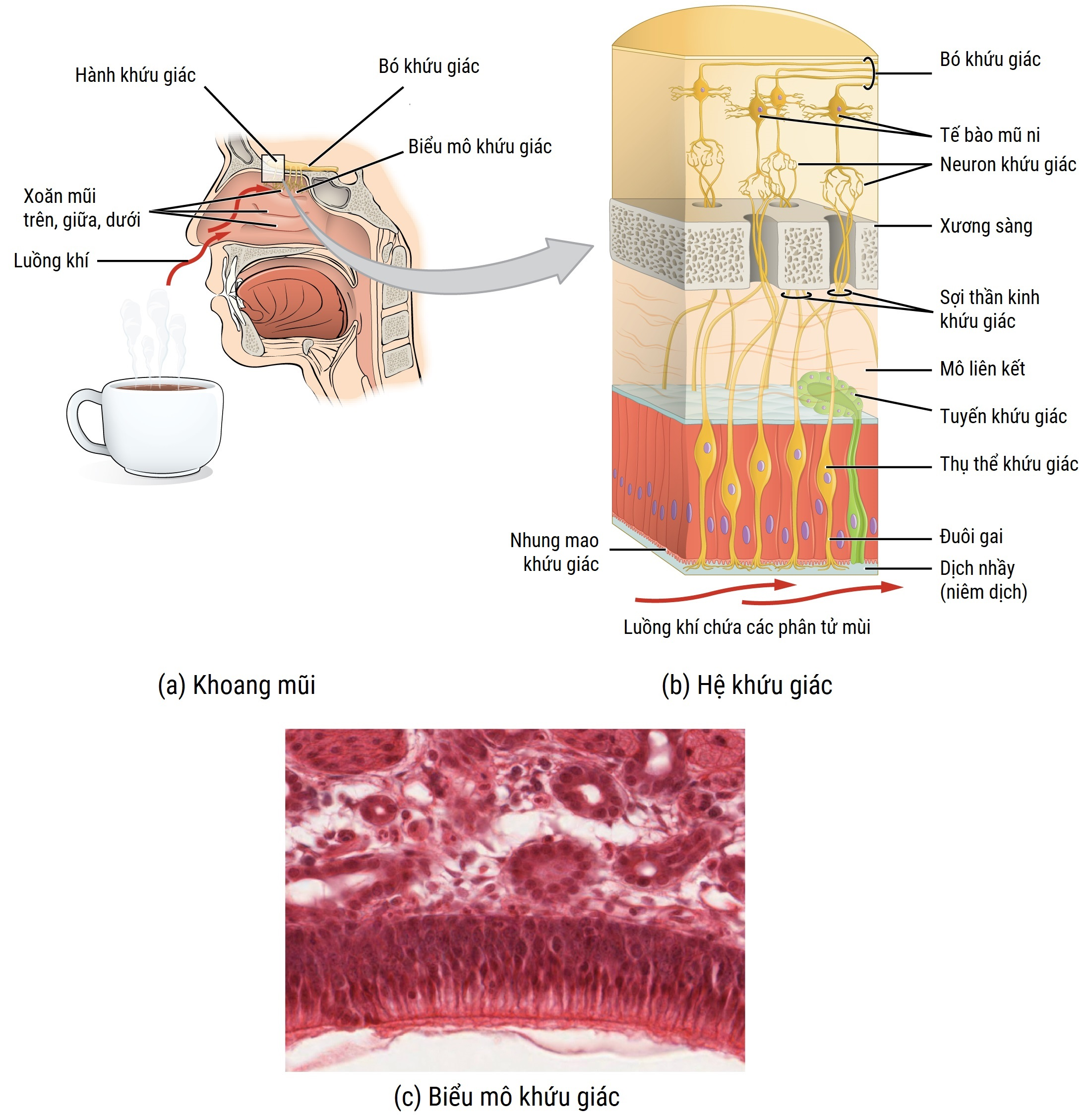
Hệ khứu giác người

Thụ thể khứu giác (tế bào khứu giác) là tế bào thần kinh lưỡng cực với một sợi nhánh không phân nhánh. Nó đi qua giữa các tế bào đáy và kết thúc tại thùy khứu giác. Từ đó có đến 20 sợi trục, đại diện cho bề mặt thụ cảm của tế bào khứu giác. Các tế bào này nằm trong lớp chất nhầy bao phủ biểu mô tạo thành một ma trận dày đặc. Tế bào khứu giác giữ đồng thời hai chức năng: nhận biết kích thích và dẫn truyền xung thần kinh đến não, do đó nó là tế bào thần kinh cảm giác (neuron cảm giác). Sợi trục truyền tín hiệu đến hệ thần kinh trung ương họp thành các bó sợi khứu giác. Tế bào thần kinh khứu giác có thể được thay thế khi tế bào cơ sở phân chia.
Tiêm mao (nhung mao, cilia) khứu giác nằm trong chất nhầy chứa một lượng lớn protein kích thước trung bình (20 kDa) do các tuyến mũi tiết ra. Protein này còn được tìm thấy trong chất nhầy không chỉ bao phủ biểu mô khứu giác mà còn cả biểu mô hô hấp thuần túy. Có thể những protein này liên kết với các phân tử chất có mùi một cách tùy ý và đảm bảo tế bào cảm thụ tương tác được với phân tử chất.
Các tiêm mao khứu giác không khác biệt về siêu cấu tạo so với tiêm mao khác, chúng cũng chứa sợi trục bất động thông thường. Tiêm mao khứu giác rất dài và mỏng: dài từ 5 đến 250 µm còn đường kính chỉ có 100–250 nm. Chúng bó lại 5-40 sợi và nhô ra từ thùy khứu giác làm tăng bề mặt cảm thụ. Các thụ thể khứu giác nằm trên bề mặt tiêm mao. Mỗi gen trong họ gen chỉ mã hóa một số loại protein nhất định, trên tiêm mao của cùng một tế bào khứu giác thì cũng chỉ có protein khứu giác cùng loại. Tuy nhiên, không phải tất cả các gen trong họ đều có biểu hiện gen (ví dụ chỉ có khoảng 40% các gen này được biểu hiện ở người). Trong suốt thời gian dài trước đây, vẫn chưa rõ liệu mỗi tiêm mao có thể phản ứng với nhiều loại chất tạo mùi hay chỉ một loại mà thôi. Hiện giờ đã xác định được rằng mỗi loại tế bào khứu giác đặc trưng chỉ cảm thụ được một nhóm hợp chất hóa học cụ thể thông qua mô hình cấu trúc riêng biệt.
Bất kể tính đặc hiệu nào, tế bào khứu giác có độ nhạy rất cao: chúng có khả năng ghi nhận các chất với nồng độ từ 10−4 M đến 10−13 M. Khi cảm lạnh, độ nhạy giảm do các tiêm mao bị chìm trong lớp dịch nhầy quá dày.
Ngoài các tế bào khứu giác liên kết với dây thần kinh khứu giác, trong niêm mạc mũi còn có các đầu mút tự do của dây thần kinh sinh ba (thần kinh V trong 12 đôi dây thần kinh sọ); chúng có khả năng phản ứng với một số mùi mạnh như hơi acid hoặc amonia.

### Truyền dẫn tín hiệu
Sự truyền dẫn kích thích khứu giác được mô tả như sau. Mùi hương liên kết với một thụ thể trên màng tế bào khứu giác. Thụ thể khứu giác là một thụ thể bắt cặp với G protein (viết tắt GPCR) và giống như tất cả các GPCR đều chứa 7 vùng protein. Không giống như các thụ thể khác trong siêu họ GPCR, thụ thể khứu giác có đặc trưng đa dạng amino acid lớn trong các vùng xuyên màng 3, 4 và đặc biệt là 5. Ngoài ra, còn điểm khác nữa là ở tính đặc hiệu kém hơn: tùy theo mức độ, chúng có ái lực với một số chất tạo mùi có cấu trúc hóa học lập thể tương tự nhau. Tuy nhiên, thay đổi nhỏ trong cấu trúc hóa học của chất tạo mùi có thể dẫn đến thay đổi của cả một tập hợp thụ thể được kích thích kéo theo cảm nhận khác biệt. Do đó, khi thay nhóm hydroxyl của octanol bằng nhóm carboxyl dẫn đến nhận thức khứu giác thay đổi đáng kể: mùi cam chuyển thành mùi ôi và mồ hôi. Ngoài ra, số lượng thụ thể được kích thích và cảm nhận chủ quan có thể phụ thuộc vào nồng độ chất tạo mùi. Ví dụ, indol nồng độ thấp có mùi thơm hoa cỏ dễ chịu còn nồng độ cao thì có mùi thối khó ngửi.
Khi chất tạo mùi liên kết với thụ thể sẽ kích hoạt Gs alpha subunit, kích hoạt enzym adenylat cyclase, khiến GTP bị phân giải thành phosphat và GDP. Adenylat cyclase chuyển ATP thành cAMP, liên kết với kênh ion dương phụ thuộc cyclonucleotide bên trong màng và mở cho dòng ion Na+ và Ca2+ chạy vào tế bào khứu giác, kích hoạt điện thế hoạt động, sau đó được truyền đến tế bào thần kinh tới. Tuy nhiên, đôi khi các thụ thể khứu giác không hoạt hóa adenylat cyclase mà là phospholipase, và chất truyền dẫn thứ cấp không phải là cAMP mà là inositol triphosphat và diacylglycerol. Hơn nữa, do sự kích hoạt của calci NO-synthase có thể trong các tế bào khứu giác tạo ra NO kéo theo hình thành cGMP.
Các kênh truyền dẫn phụ thuộc cyclonucleotide có sáu phân đoạn kỵ nước và có cấu trúc giống như kênh ion. Khác biệt là các kênh phụ thuộc cyclonucleotide có vùng tế bào chất ở đầu tận cùng C lớn, liên kết với kênh truyền thứ cấp. Có 2.400 kênh/µm² trên tiêm mao (chỉ có 6 kênh/µm² trên thùy khứu giác và sợi nhánh). Khi không có calci, các kênh phụ thuộc cyclonucleotide có thể thấm qua tất cả cation một hóa trị: Na+ > K+ > Li+ > Rb+ > Cs+. Khi tiếp xúc với chất tạo mùi, dòng ion qua các kênh phụ thuộc cyclonucleotide thay đổi, dẫn đến khử cực màng tế bào và kích hoạt điện thế hoạt động.
Các tế bào khứu giác cùng loại truyền tín hiệu đến cùng một quản cầu của hành khứu giác, và tổ chức trên hành phụ lặp lại vị trí của các thụ thể trên bề mặt vỏ khứu giác. Cần lưu ý rằng một thụ thể khứu giác có thể bị kích thích bởi một phân tử của chất có mùi.
Năm 2004, nhà sinh học người Mỹ, bà Linda B. Buck và nhà khoa học thần kinh người Mỹ, ông Richard Axel đã giành được giải Nobel Sinh lý học hoặc Y học cho công trình nghiên cứu về thụ thể khứu giác ở loài thú. Hai nhà khoa học khám phá bản chất hóa học của protein thụ thể khứu giác, ước tính số lượng gen trong bộ gen động vật có vú mã hóa các protein này và chứng minh nguyên tắc một tế bào khứu giác chứa một loại protein thụ thể khứu giác cũng như tế bào khứu giác cùng loại chịu trách nhiệm xử lý tín hiệu giống như quản cầu hành khứu giác.

### Thích ứng cảm thụ
Điều thú vị là các kênh phụ thuộc cyclonucleotide tại tiêm mao khứu giác không bị giải cảm ứng, nghĩa là độ nhạy không suy giảm khi tiếp xúc nhiều với chất có mùi. Tuy nhiên, sự thích ứng diễn ra trong tế bào khứu giác. Điều này có thể do ion Ca2+ xâm nhập vào tế bào trực tiếp hoặc thông qua sự hoạt hóa calmodulin dẫn đến đóng các kênh ion và ngoài ra còn giải đáp ứng GPCR.
Phản ứng với kích thích khứu giác diễn ra từ từ, tức là nồng độ chất tạo mùi càng lớn thì phản ứng càng nhanh. Điều này là do AMP vòng tăng hoặc giảm mở số lượng kênh phụ thuộc cyclonucleotide. Việc phân biệt tín hiệu thời gian thực hiệu quả đòi hỏi phản hồi nhanh. Thực tế chứng minh nồng độ AMP vòng đạt đỉnh sau 40–75 ms tính từ lúc tiếp xúc với chất có mùi và về 0 sau 100–500 ms. Tầng G-protein khuếch đại tín hiệu, một xung chất có mùi đơn sẽ kích hoạt nhiều kênh. Tuy nhiên, tính động lực của kênh khá chậm và trạng thái mở có thể trễ hơn xung AMP vòng vài mili giây. Khi chất tạo mùi GPCR hoạt hóa trong thời gian dài, xung AMP vòng duy trì các kênh phụ thuộc cyclonucleotide ở trạng thái mở liên tục.

## Đường dẫn truyền thần kinh và xử lý thông tin khứu giác

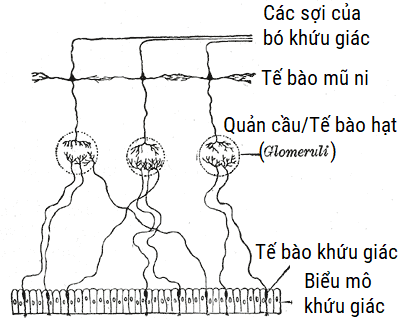
Hình thành chuỗi phản ứng khứu giác

Không giống như các hệ giác quan khác (thị giác, thính giác, hệ cảm giác thân thể và vị giác mức độ thấp) là nơi tiếp nhận thông tin đầu vào cho biểu mô giác quan, chức năng "lập bản đồ" của biểu mô khứu giác không rõ ràng như vậy. Tuy nhiên, nó vẫn có tổ chức thông tin sơ khởi. Lập bản đồ với 2-deoxy-D-glucose (giúp xác định các tế bào đang hoạt động) cho thấy rằng có các nhóm tế bào trong biểu mô khứu giác liên quan đến một số mùi nhất định. Vì vậy, butanol kích thích các tế bào ở vùng trước và limonene kích hoạt các tế bào ở phía sau của niêm mạc. Ngoài ra, kết quả thực tế gần đây đã chỉ ra rằng các tế bào thụ cảm được tổ chức thành các dải đường kính trán chẩm (gọi là vùng biểu hiện), mỗi vùng này chứa một bộ tế bào hoàn chỉnh. Có 3 vùng biểu hiện riêng biệt không xếp chồng lên nhau nhưng cùng chồng lên một vùng thứ tư nhỏ hơn.
Các sợi trục tế bào lưỡng cực khứu giác được kết hợp thành vài chục bó, mỗi bó chứa vài trăm hoặc hàng nghìn sợi. Chúng đi vào khoang sọ qua các lỗ mở của xương sàng và kết hợp thành dây thần kinh khứu giác. Đầu tận cùng của các tế bào khứu giác sơ cấp tạo thành synapse với sợi nhánh tế bào hành khứu giác. Mỗi tế bào như vậy (tế bào mũ ni) là tế bào thần kinh cảm giác thứ cấp, nhận tín hiệu từ khoảng 1000 sợi trục tế bào cảm giác sơ cấp, tức là khoảng 1000 sợi trục khứu giác hội tụ trên các nhánh của sợi nhánh đỉnh của một tế bào mũ ni. Khoảng 25 sợi nhánh như vậy với các đầu tận cùng tạo thành các hình cầu – quản cầu (glomerulus). Khoảng 2.500 sợi trục khứu giác hội tụ trên một quản cầu, và có khoảng 2.000 quản cầu trong hành khứu giác của loài thỏ. Đặc trưng của tế bào mũ ni là hoạt động nhịp nhàng khi các chất có mùi xâm nhập đường hô hấp. Neuron trung gian cục bộ trong hành khứu giác (tế bào quanh quản cầu nằm giữa quản cầu và tế bào hạt nằm dưới tế bào mũ ni) có khả năng phản hồi các tín hiệu thu nhận được. Những tế bào này kết thúc dây thần kinh ly tâm của hành khứu giác đối diện, cấu trúc limbic và cấu tạo lưới của não bộ. Hệ thống tiếp xúc synapse trong hành khứu giác rất phức tạp, thành phần hóa học cũng vậy: đã xác định được khoảng một chục chất dẫn truyền thần kinh như acetylcholine, dopamin, GABA và một số neuropeptide.
Sợi trục tế bào mũ ni tạo thành bó khứu giác dẫn đến trung tâm khứu giác bậc cao. Các trung tâm này chia thành nhiều phần, kết thúc ở cấu trúc limbic của não trước: nhân khứu giác trước, vách ngăn, vỏ hình trái lê và hồi hải mã. Từ những cấu trúc này, thông tin truyền vào hồi hải mã, hạch hạnh nhân, vỏ não trán ổ mắt (trực tiếp hoặc qua đồi thị) và cấu tạo lưới của trung não.
Nhận biết một mùi cụ thể là kết quả của sự phối hợp giữa các cơ quan cảm thụ và não bộ, cũng là sự kết hợp các dạng "mùi cơ bản" với nhau. Theo lý thuyết hóa học lập thể về mùi của Moncrieff-Amoore, hệ thống nhận biết mùi của con người gồm bảy phần dựa trên sự phân biệt 7 mùi chính: xạ hương, long não, hoa, ete, bạc hà, mùi hăng và mùi thối (các chất có mùi giống nhau thuộc nhóm có mô hình lập thể tương đồng).

## Ý nghĩa lâm sàng của hệ khứu giác người
Mất khứu giác có thể xảy ra ở cả hai bên hoặc một bên.
Phân tích gen di truyền ở người đã phát hiện ra hàng chục loại mất khứu giác (anosmia) khác nhau, cụ thể như rối loạn hệ khứu giác, biểu hiện ở việc không thể phân biệt các mùi nhất định. Ví dụ, chứng không phát hiện được mùi cyanide có tỷ lệ 1:10 người và butanethiol (mùi chồn hôi) có tỷ lệ 1:1000 người. Mất khứu giác có thể là do khiếm khuyết trong các thụ thể khứu giác nhất định. Nhiều loại mất khứu giác tuân theo di truyền Mendel nhưng bản chất di truyền học thì vẫn còn chưa được hiểu rõ.
Phá hủy hành khứu giác, bó khứu giác và vỏ não chính (vùng Brodmann 34) dẫn đến mất khứu giác cùng bên tổn thương. Ngoài ra, tổn thương móc hải mã gây ảo giác khứu giác.
Nguyên nhân tổn thương hệ khứu giác có thể do chấn thương sọ não, ung thư, nhiễm trùng, hít phải khói độc hoặc các bệnh thoái hóa thần kinh như bệnh Parkinson và bệnh Alzheimer. Những tình trạng này gây ra mất khứu giác. Phát hiện gần đây cho thấy rối loạn chức năng khứu giác dưới góc độ phân tử được coi là dấu hiệu của các bệnh liên quan đến amyloidogenesis và thậm chí có thể có mối liên hệ nhân-quả thông qua việc gián đoạn vận chuyển và lưu trữ các ion kim loại đa hóa trị. Bác sĩ khám phát hiện tổn thương hệ khứu giác bằng cách hướng dẫn bệnh nhân nhắm mắt ngửi mùi quen thuộc (như cà phê hoặc kẹo bạc hà).
Chẩn đoán loại trừ các bệnh khác gây ức chế hoặc gây mất "cảm giác mùi" như cảm lạnh mãn tính hoặc viêm xoang trước khi đưa ra chẩn đoán rằng có tổn thương vĩnh viễn đối với hệ khứu giác.
Tỷ lệ rối loạn chức năng khứu giác trong dân số Hoa Kỳ được đánh giá bằng bảng kiểm và thăm khám trong một cuộc khảo sát sức khỏe quốc gia năm 2012-2014. Trong số hơn 1000 người từ 40 tuổi trở lên, 12,0% cho biết có vấn đề về khứu giác trong 12 tháng qua và 12,4% bị rối loạn chức năng khứu giác khi thăm khám. Tỷ lệ hiện mắc tăng từ 4,2% ở độ tuổi 40-49 lên 39,4% ở độ tuổi 80 trở lên và tỷ lệ này ở nam giới cao hơn phụ nữ, người da đen và người Mỹ gốc Mexico cao hơn so với người da trắng và  tỷ lệ hiện mắc cao ở những người có trình độ học vấn thấp. 20% người từ 70 tuổi trở lên không thể xác định được mùi khói và 31% người từ 70 tuổi trở lên không xác định mùi gas.

### Nguyên nhân của rối loạn chức năng khứu giác

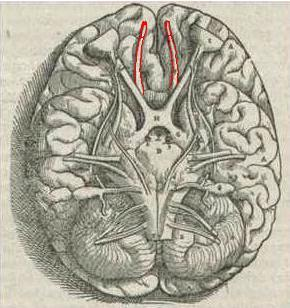
Tranh Fabrica của Vesalius, vẽ năm 1543. Hành khứu giác của con người và các vùng khứu giác được tô màu đỏ

Các nguyên nhân phổ biến của rối loạn chức năng khứu giác: tuổi cao, nhiễm virus, tiếp xúc với hóa chất độc hại, chấn thương đầu và các bệnh thoái hóa thần kinh.

#### Tuổi tác
Tuổi tác là nguyên nhân chủ yếu dẫn đến sự suy giảm khứu giác ở những người trưởng thành khỏe mạnh, thậm chí còn có tác động lớn hơn cả việc hút thuốc lá. Những thay đổi liên quan đến tuổi tác trong chức năng khứu giác thường không được chú ý và chức năng khứu giác hiếm khi được thăm khám lâm sàng, không giống như thính giác và thị lực. 2% người dưới 65 tuổi có vấn đề về nhận biết mùi mạn tính. Tỷ lệ này tăng lên rất nhiều ở những người từ 65 đến 80 tuổi với khoảng một nửa gặp phải các vấn đề cảm nhận mùi. Đối với người lớn trên 80 tuổi, con số tăng lên gần 75%. Cơ chế cho những thay đổi liên quan đến tuổi tác trong chức năng khứu giác bao gồm sự đóng lại của các lá sàng (thuộc xương sàng).

#### Nhiễm virus
Nguyên nhân phổ biến nhất của mất khứu giác vĩnh viễn là nhiễm trùng đường hô hấp trên. Những rối loạn chức năng như vậy không thay đổi theo thời gian. Đôi khi chúng còn phản ánh tổn thương không chỉ đối với biểu mô khứu giác mà còn đối với các cấu trúc hệ khứu giác khác do virus xâm nhập vào não. Một số loại virus gây bệnh: cảm lạnh thông thường, viêm gan, cúm và giả cúm, herpes và COVID-19. Hầu hết các trường hợp nhiễm virus đều không thể nhận biết được vì triệu chứng rất nhẹ hoặc hoàn toàn không có triệu chứng.

#### Tiếp xúc với hóa chất độc hại
Tiếp xúc lâu dài với một số chất độc trong không khí như thuốc diệt cỏ, thuốc bảo vệ thực vật, dung môi và kim loại nặng (cadmi, chromi, nickel và mangan), có thể làm thay đổi khả năng ngửi. Những tác nhân này không chỉ làm tổn thương biểu mô khứu giác mà còn có khả năng xâm nhập vào não qua niêm mạc khứu giác.

#### Chấn thương đầu
Rối loạn chức năng khứu giác liên quan đến chấn thương phụ thuộc vào mức độ nặng của chấn thương và cơ chế va đập. Tác động vào vùng chẩm (phía sau) và hai bên đầu gây ra nhiều tổn thương cho hệ khứu giác hơn là tác động từ phía trước. Tuy nhiên, bằng chứng gần đây từ những người bị chấn thương sọ não cho thấy rằng mất khứu giác có thể xảy ra với những thay đổi trong chức năng não bên ngoài vỏ khứu giác.

#### Bệnh thoái hóa thần kinh
Các nhà thần kinh học đã quan sát thấy rằng rối loạn chức năng khứu giác là một đặc điểm cơ bản của một số bệnh thoái hóa thần kinh như bệnh Alzheimer và bệnh Parkinson. Hầu hết những bệnh nhân này không biết về sự suy giảm khứu giác cho đến khi sau khi thử nghiệm, 85% đến 90% bệnh nhân ở giai đoạn đầu cho thấy hoạt động của các cấu trúc xử lý mùi trung tâm giảm sút.
Các bệnh thoái hóa thần kinh khác ảnh hưởng đến rối loạn chức năng khứu giác bao gồm bệnh Huntington, sa sút trí tuệ do đa nhồi máu, xơ cứng teo cơ một bên (ALS) và tâm thần phân liệt. Những bệnh này có ảnh hưởng vừa phải đến hệ khứu giác hơn là bệnh Alzheimer hoặc Parkinson. Hơn nữa, bệnh liệt trên nhân tiến triển (progressive supranuclear palsy, PSP) và bệnh Parkinson chỉ liên quan đến các rối loạn khứu giác mức độ nhẹ. Những phát hiện này đã dẫn đến gợi ý rằng thăm khám khứu giác có thể giúp chẩn đoán một số bệnh thoái hóa thần kinh khác nhau.
Bệnh thoái hóa thần kinh có yếu tố di truyền xác định rõ ràng cũng có thể gây rối loạn chức năng khứu giác. Những rối loạn chức năng như vậy được tìm thấy ở những bệnh nhân mắc bệnh Parkinson tính chất gia đình và những người mắc hội chứng Down. Các nghiên cứu sâu hơn đã kết luận rằng mất khứu giác có thể liên quan đến khuyết tật trí tuệ hơn là bất kỳ bệnh lý nào tương tự như bệnh Alzheimer.
Bệnh Huntington cũng liên quan đến các vấn đề trong việc xác định mùi, phát hiện, phân biệt và ghi nhớ.